# Шипулин, Фёдор Кузьмич
Фёдор Кузьмич Шипулин (1913—1972) — советский геолог, член-корреспондент Академии наук СССР.

## Биография

Могила Ф. К. Шипулина на Введенском кладбище Москвы.

Фёдор Кузьмич Шипулин родился 23 ноября 1913 года в селе Абай Сентелекской волости Бийского уезда Томской губернии (ныне Республики Алтай). В 1939 году он окончил Московский геологоразведочный институт, после чего был направлен на работу в Монгольскую Народную Республику, занимался геологической разведкой полезных ископаемых.
Вернувшись в 1946 году, Шипулин возглавил отдел геологии Дальневосточного филиала Академии наук СССР. В 1952 году перешёл на работе в Институт геологии Академии наук СССР, а в 1955 году — Институт геологии рудных отложений, петрографии, минералогии и геохимии Академии наук СССР. С 1967 года руководил отделом геологической химии того же института. В 1970 году Шипулин был избран членом-корреспондентом Академии наук СССР.
Являлся автором многих научных работ в области рудных месторождений, петрографии, геологической химии. Проводил исследования малых интрузий, кристаллизации силикатных расплавов, генетические связи групп химических элементов с магматическими очагами. Кроме того, Шипулин является разработчиком основ петрологического анализа магматогенных процессов.
Трагически погиб 19 августа 1972 года в посёлке Саранпауль Тюменской области во время одного из походов по Северному Уралу, похоронен на Введенском кладбище Москвы (29 уч.).
Был награждён орденом «Знак Почёта» и рядом медалей.